# Lenise Pinheiro
Lenise de Melo Pinheiro (São Paulo, São Paulo, 1960) é uma fotógrafa, cenógrafa e Iluminadora brasileira. Abandonou os cursos de Arquitetura e de Rádio e Televisão, que cursava na Fundação Armando Álvares Penteado (Faap/SP), decidindo assim focar inteiramente sua carreira à Fotografia, ao Teatro e à Iluminação a partir de 1982, foi influenciada pelo ator e fotógrafo Fredi Kleemann (1927-1974). Em suas exposições, Lenise manteve o foco em teatro.
A partir de 1988, realizou uma série de exposições individuais (focalizando peças como A Gaivota; Eu sei que vou te amar; Brasil S. A. e Pérola), fazendo com que seu nome ficasse marcado como a melhor fotógrafa do gênero na atualidade. Foi a fotógrafa de todas as edições do Festival de Teatro de Curitiba (PR), entre 1992 e 1997. Em suas exposições, manteve o foco no teatro.
Participou de 32 mostras de fotografia, sete coletivas e 25 individuais, sempre mantendo o foco no Teatro. Concorreu ao Prêmio Shell 1996, na categoria Especial, por seus registros fotográficos em teatro, e à edição de 2007, pela iluminação de Inocência no Teatro dos Satyros. Além disso, fez still de cinema, capas de discos, gravações de novelas, programas e comerciais de televisão. Em 1998, começou a dedicar-se mais à carreira jornalística, publicando regularmente fotos no jornal Folha de S.Paulo e no UOL Entretenimento.
Publicou o livro 10 Anos de Fotografia de Palco (Senac, 2008), com 571 fotos, divididas nos blocos Camarim, , Figurinos, Cenários, Ensaios Pessoais, Iluminação e Cenas, e com textos traçando perfis do mundo do teatro, como Antunes Filho, Daniela Thomas, Otávio Frias Filho, Ney Latorraca, Nelson de Sá e Zé Celso Martinez Corrêa.

## Exposições coletivas
- 1988 - São Paulo SP - Trilogia Kafka, no Teatro Ruth Escobar
- 1988 - São Paulo SP - Primeiro Núcleo Permanente de Linguagem Fotográfica, no MIS/SP
- 1988 - São Paulo SP - Imagens para São Paulo, no Oficina Cultural Oswald de Andrade
- 1990 - São Paulo SP - Concurso de Fotografia, promovido pelo Instituto Goethe - Segundo Lugar
- 1990 - São Paulo SP - Ecos da Rebeldia, no MIS/SP
- 1994 - São Paulo SP - A Gaivota, no Centro Cultural São Paulo
- 1994 - São Paulo SP - São Paulo 440, no Itaú Cultural
- 1995 - São Paulo SP - Segundas Estórias, no Teatro Brincante
- 1996 - Avignon (França) - Fragmentos da História do Teatro Brasileiro, 50º Festival du Théàtre
- 1996 - São Paulo SP - Bacantes, no Teatro Brincante
- 1997 - São Paulo SP - Divers/Idade, no Espaço Babel Sesc

## Prêmios
- Troféu Mulher Imprensa: Repórter fotográfica de jornal ou revista – 6ª edição[2]

## Obras
- Serra dos Órgãos - dançarino Denitto Gomes - CCSP 1990[3]

- Othello - Giulia Gam/Faap 1992[3]

- Daniela Thomas/Teatro Centro Cultural Banco do Brasil 1992[3]
- Um Processo - Gerald Thomas e Bete Coelho/Teatro Ruth Escobar- 1998[3]
- Pentesiléias - Bete Coelho e Giulia Gam/Sesc Anchieta 1994
- Ham-let - Alleyona Cavalli e Pascoal da Conceição/Teatro Oficina 1993
- Segunda Histórias - Rosane Almeida e Antônio Nóbrega/Teatro Brincante 1994
- Lenise Pinheiro - 1996
- Pérola - Vera Holtz e Sérgio Mamberti/Teatro Jardel Filho 1996
- Ham-let - atores/Teatro Oficina 1994
- A Comédia do Trabalho - 2000
- Don Juan - Edson Celurari e Cacá Carvalho/Teatro Sérgio Cardoso 1997